# Ивайловград (община)
Вижте пояснителната страница за други личности с името Ивайловград.
Община Ивайловград се намира в Южна България и е една от съставните общини на област Хасково.

## География

### Географско положение, граници, големина
Общината е разположена в южната част на област Хасково. С площта си от 814,137 km2 е най-голямата сред 11-те общини на областта, което съставлява 14,71% от територията на областта. Границите ѝ са следните:
- на север – община Маджарово и община Любимец;
- на изток и юг – Република Гърция;
- на запад – община Крумовград, област Кърджали.

### Природни ресурси

#### Релеф
Релефът на общината е хълмист и ниско планински, като територията ѝ изцяло попада в най-източните и най-ниски части на Източните Родопи.
В централните части на община Ивайловград от северозапад на югоизток с почти цялата си площ се простира ридът Сърта. Билото му е широко, заравнено и заето от денудационна равнина, като на запад достига до 800 m и тук, на 2 km югозападно от село Попско се издига най-високата му точка връх Сърта 812,3 м. На изток билото постепенно се понижава до 300 – 350 m, като най-източните му части едва достигат 200 m на гръцка територия. Северните му склонове са по-къси, по-стръмни и дълбоко разчленени от десните притоци на Арда, а южните са по-дълги, широки и полегати, нарязани от плитките долини на левите притоци на Бяла река. Източната му ниска част се разделя на две части – северна и южна от долината на Атеренска река (Армира, десен приток на Арда). Изграден е от гнайси, амфиболити, шисти, мрамори, гранити, андезити, пясъчници и варовици.
Западно от рида Сърта в пределите на общината попадат най-източните части на друг източнородопски рид Ирантепе (Ирански рид). На 1 km северно от село Белополци се намира връх Батаклъка 732,9 m – най-високата точка на рида на територията на община Ивайловград.
В най-южната част на община Ивайловград, по границата с Република Гърция се простират крайните източни ниски части на рида Мъгленик. В него при гранична пирамида № 160 се издига най-високата точка на цялата община – 924,5 m н.в.
В крайната югозападна част на общината, в землищата на селата Горско и Казак, между Бяла река на запад и север и десният ѝ приток река Зърненица на изток са разположени най-северните части на рида Черна планина (Карадаг), северно разклонение на рида Мъгленик. Най-високата му точка в пределите на общината от 608,1 m се намира на 2 km южно от село Горско, на границата с община Крумовград.
Най-ниската точка на община Ивайловград от 52 m н.в. се намира в коритото на Луда река, на границата с Република Гърция.

#### Води
В северната част на общината протича част от долното течение на река Арда. При село Ламбух на нея е изградена преградната стена на големия язовир Ивайловград, като в пределите на общината попада негова „долна“, тясна част заемаща цялото протежение на „удавения“ от водите на язовира Камилдолски пролом на река Арда.
През източната част на общината протича Атеренска река (35 km, на българска територия 20 km, десен приток на Арда) с горното и част от средното си течение. Тя извира на 569 m н.в. от извор-чешма в бившия стопански двор на село Черни рид, в рида Сърта. Тече в източна посока в тясна и плитка долина. След пресичането на шосето Ивайловград – Мандрица долината ѝ се разширява, източно от село Драбишна напуска пределите на България и навлиза в Гърция.
В най-югоизточната част на общината на протежение от 20,2 km, от които 14,7 km по границата с Република Гърция протича част от средното течение на Луда река (десен приток на Марица в Гърция). Нейният най-голям приток е Бяла река (69,6 km). Тя извира под името Коджадере на 660 m н.в. от рида Мъгленик, на 2,2 km южно от село Черничево, община Крумовград. Първите около 15 km тече в северна посока в дълбока и гъсто залесена долина между ридовете Ирантепе на запад и Черна планина на изток. На 3,6 km североизточно от село Тинтява, община Крумовград прави остър завой на югоизток и долината ѝ става асиметрична – със стръмни десни склонове и полегати леви. В района на село Гугутка има малко долинно разширение, след което долината ѝ отново се стеснява и започват красивите меандри на Бяла река със стръмни скалисти брегове. Те са част от едноименната защитена територия с площ от 1532 ха. След село Долно Луково реката завива на североизток, като меандрите ѝ стават по редки и с по-голям радиус. Северно от село Мандрица долината на реката значително се разширява, при село Одринци завива на изток и на 2,7 km източно от селото се влива отляво в Луда река на 52,5 m н.в.

## Население

### Етнически състав (2011)
Численост и дял на етническите групи според преброяването на населението през 2011 г.:
|                     | Численост | Дял (в %) |
| Общо                | 6426      | 100,00    |
| Българи             | 4739      | 73,75     |
| Турци               | 412       | 6,41      |
| Цигани              | 54        | 0,84      |
| Други               | 37        | 0,58      |
| Не се самоопределят | 123       | 1,91      |
| Неотговорили        | 1061      | 16,51     |

### Движение на населението (1934 – 2021)
| Община Ивайловград                            | Община Ивайловград | Община Ивайловград | Община Ивайловград | Община Ивайловград | Община Ивайловград | Община Ивайловград | Община Ивайловград | Община Ивайловград | Община Ивайловград | Община Ивайловград | Община Ивайловград |
| --------------------------------------------- | ------------------ | ------------------ | ------------------ | ------------------ | ------------------ | ------------------ | ------------------ | ------------------ | ------------------ | ------------------ | ------------------ |
| Година                                        | 1934               | 1946               | 1956               | 1965               | 1975               | 1985               | 1992               | 2001               | 2011               | 2021               |                    |
| Население                                     | 16388              | 18538              | 18396              | 15728              | 13193              | 12271              | 10555              | 8107               | 6426               | 5161               |                    |
| Източници: Национален Статистически Институт, |                    |                    |                    |                    |                    |                    |                    |                    |                    |                    |                    |

### Населени места
Общината има 51 населени места с общо население от 5161 жители към 7 септември 2021 г.
| Населено място | Население (2021 г.) | Площ на землището km2 | Забележка (старо име)             | Населено място | Население (2021 г.) | Площ на землището km2 | Забележка (старо име)          |
| -------------- | ------------------- | --------------------- | --------------------------------- | -------------- | ------------------- | --------------------- | ------------------------------ |
| Бели дол       | 1                   | 8,258                 | Дере кьой                         | Конници        | 86                  | 20,503                | Спахалар                       |
| Белополци      | 295                 | 23,340                | Акча алан                         | Костилково     | 1                   | 25,578                | Чекердекли                     |
| Белополяне     | 96                  | 15,728                | Ак алан                           | Ламбух         | 14                  | 34,498                |                                |
| Ботурче        | 3                   | 26,549                | Куфалар                           | Ленско         | 10                  | 7,666                 | Кетенли                        |
| Брусино        | 2                   | 5,126                 | Брусаджик                         | Мандрица       | 34                  | 27,148                |                                |
| Бубино         | 7                   | 16,132                | Юнуз Виран                        | Меден бук      | 37                  | 40,498                | Балджи бук                     |
| Бялградец      | 33                  | 1,806                 | Акча хисар                        | Нова ливада    | 7                   | 1,294                 | Ени чаир                       |
| Ветрушка       | -                   | 6,597                 | Арфатчи кьой                      | Одринци        | 1                   | 10,501                | Халачли                        |
| Вис            | 12                  | 5,445                 | Вис кьой                          | Орешино        | 19                  | 16,184                | Козлуджа                       |
| Глумово        | 10                  | 3,029                 | Солуклар                          | Пашкул         | 4                   | 7,612                 | Топузлар                       |
| Гнездаре       | -                   | -                     | Юваджилар, в з-щето на с. Гугутка | Планинец       | 51                  | 5,311                 | Джебилер                       |
| Горно Луково   | 2                   | 12,380                | Горно Суванлии                    | Плевун         | 113                 | 27,190                | Пелевун                        |
| Горноселци     | 6                   | 29,783                | Горно юбрю ерен                   | Покрован       | 62                  | 25,843                |                                |
| Горско         | -                   | 6,477                 | Дах кьой                          | Попско         | 35                  | 26,695                | Попово                         |
| Гугутка        | 76                  | 25,248                | Арнаут кьой                       | Пъстроок       | 36                  | 6,607                 | Алагьозлер                     |
| Долно Луково   | 45                  | 18,223                | Долно Суванлии                    | Розино         | 38                  | 12,323                | Гюллер кьой                    |
| Долноселци     | 1                   | 9,981                 | Долно юбрю ерен                   | Сборино        | -                   | 2,860                 | Джумая кьой                    |
| Драбишна       | 54                  | 10,103                |                                   | Свирачи        | 255                 | 18,505                | Зорназан                       |
| Железари       | 20                  | 13,193                | Демирджилер                       | Сив кладенец   | 4                   | 8,632                 | Гьокче бунар, Висок бунар      |
| Железино       | 242                 | 22,052                | Демирлер                          | Славеево       | 175                 | 10,400                | Гайдахор                       |
| Ивайловград    | 2980                | 46,117                | Орта кьой                         | Соколенци      | 8                   | 7,195                 | Дуванджи кьой                  |
| Казак          | 11                  | 17,404                | Казаклъ                           | Хухла          | 30                  | 22,928                |                                |
| Камилски дол   | 41                  | 45,018                | Деве дере                         | Черни рид      | 28                  | 12,543                | Кара тепе                      |
| Карловско      | -                   | 87,172                | Карлово                           | Черничино      | 11                  | 18,913                | Чаир                           |
| Кобилино       | 73                  | 25,508                | Атерен                            | Чучулига       | 13                  | 19,504                | Аптараман кьой                 |
| Кондово        | 79                  | 3,537                 | Мюселим                           | ОБЩО           | 5161                | 814,137               | 1 населено място е без землище |

## Административно-териториални промени
- Указ № 21/обн. 29 януари 1927 г. – заличава с. Горно Акчасари поради изселване;
- Указ № 162/обн. 08.04.1931 г. – признава н.м. Хаджи кьой за отделно населено място – с. Брестово;

– признава н.м. Сюргюлю за отделно населено място – с. Влечугово;
– признава н.м. Френк кьой (от с. Вис) за отделно населено място – с. Дъб;
- МЗ № 2820/обн. 14.08.1934 г. – преименува с. Сачанлъ на с. Бежанци;

– преименува с. Дере кьой на с. Бели дол;
– преименува с. Ак алан на с. Белополяне;
– преименува с. Рахманлар на с. Благовец;
– преименува с. Куфалар на с. Ботурче;
– преименува с. Брусаджик на с. Брусино;
– преименува с. Акча хисар (Долно Акчасар) на с. Бялградец;
– преименува с. Арфатчи кьой на с. Ветрушка;
– преименува с. Вис кьой на с. Вис;
– преименува с. Гьокче бунар на с. Висок бунар;
– преименува с. Есе кьой (Юсе кьой) на с. Високо;
– преименува с. Солуклар на с. Глумово;
– преименува с. Юваджилар на с. Гнездаре;
– преименува с. Горно Суванлии на с. Горно Луково;
– преименува с. Горно юбрю ерен на с. Горноселци;
– преименува с. Дах кьой на с. Горско;
– преименува с. Арнаут кьой на с. Гугутка;
– преименува с. Ашари кьой на с. Десеткари;
– преименува с. Аша кьой на с. Доленци;
– преименува с. Долно Суванлии на с. Долно Луково;
– преименува с. Долно юбрю ерен на с. Долноселци;
– преименува с. Умур Верен (Омарен) на с. Дъждец;
– преименува с. Демирджилер на с. Железари;
– преименува с. Демирлер на с. Железино;
– преименува с. Къзъл чал на с. Жълти чал;
– преименува гр. Орта кьой на гр. Ивайловград;
– преименува с. Казаклъ на с. Казак;
– преименува с. Деве дере на с. Камилски дол;
– преименува с. Карлово на с. Карловско;
– преименува с. Атерен на с. Кобилино;
– преименува с. Мюселим на с. Кондово;
– преименува с. Спахалар на с. Конници;
– преименува с. Чекердекли на с. Костилково;
– преименува с. Армутлу на с. Крушица;
– преименува с. Кетенлик на с. Ленско;
– преименува с. Ятаклар на с. Ложето;
– преименува с. Гюджеклар на с. Малино;
– преименува с. Зорнаджилар на с. Манолово;
– преименува с. Ени чаир (Еничер махле) на с. Нова ливада;
– преименува с. Халачли на с. Одринци;
– преименува с. Козлуджа на с. Орешино;
– преименува с. Топузлар на с. Пашкул;
– преименува с. Джебилер на с. Планинец;
– преименува с. Попово на с. Попско;
– преименува с. Кютюклии на с. Пънево (Пъново);
– преименува с. Алагьозлер на с. Пъстроок;
– преименува с. Асърлъка на с. Рогозово;
– преименува с. Гюллер кьой на с. Розино;
– преименува с. Джумая кьой на с. Сборино;
– преименува с. Зорназан на с. Свирачи;
– преименува с. Гайдахор на с. Славеево;
– преименува с. Дуванджи кьой на с. Соколенци;
– преименува с. Баш юрен на с. Старинско;
– преименува с. Кара клисе на с. Черна черква;
– преименува с. Кара тепе на с. Черни рид;
– преименува с. Чаир на с. Черничино;
– преименува с. Аптараман кьой на с. Чучулига;
– преименува с. Кюлафчилер на с. Шапкарево;
– преименува с. Ала баир на с. Шарен бряг;
- МЗ № 3775/обн. 07.12.1934 г. – преименува с. Бахарлар на с. Бахарско;

– преименува с. Акча алан на с. Белополци;
– преименува с. Юнуз Виран на с. Бубино;
– преименува с. Балджи бук на с. Меден бук;
– преименува с. Висок бунар на с. Сив кладенец;
- МЗ № 1695/обн. 27.09.1937 г. – заличава селата Бахарско, Брестово, Високо, Десеткари, Крушица, Манолово, Осман аллар, Шапкарево и Шарен бряг поради изселване;
- през 1952 г. – заличени са селата Дъждец и Кохчас без административен акт поради изселване;
- Указ № 463/обн. 02.07.1965 г. – заличава селата Доленци и Рогозово поради изселване;
- Указ № 232/обн. 26.03.1968 г. – заличава с. Благовец поради изселване;
- Указ № 757/обн. 08.05.1971 г. – заличава с. Лъджа и го присъединява като квартал на гр. Ивайловград;
- Указ № 409/обн. 27.03.1981 г. – преименува с. Пелевун (Пеливун) на с. Плевун;
- Указ № 970/обн. 04.04.1986 г. – заличава селата Бежанци, Влечугово, Дъб, Жълти чал, Ложето, Малино, Пънево (Пъново), Старинско и Черна черква поради изселване;

## Политика

### Награди за Община Ивайловград
- Победител в категория „Иновации, наука и образование“, раздел „малки общини“, в онлайн конкурса „Кмет на годината, 2017“. Приз за кмета Диана Овчарова за усилията за внедряване на иновации в образованието на децата.

## Транспорт
През общината преминават изцяло или частично 6 пътя от Републиканската пътна мрежа на България с обща дължина 147,9 km:
- последният участък от 46 km от Републикански път II-59 (от km 48,2 до km 94,2);
- началният участък от 3,4 km от Републикански път III-593 (от km 0 до km 3,4);
- началният участък от 24,2 km от Републикански път III-597 (от km 0 до km 24,2);
- целият участък от 21,3 km от Републикански път III-598;
- началният участък от 22,3 km от Републикански път III-5906 (от km 0 до km 22,3);
- целият участък от 30,7 km от Републикански път III-5908.

## Топографска карта
- Лист от карта K-35-88. Мащаб: 1 : 100 000.
- Лист от карта K-35-89. Мащаб: 1 : 100 000.
- Лист от карта K-35-100. Мащаб: 1 : 100 000.